# 김학만 (경기도의원)
김학만(金學萬, 1957년 12월 4일 ~ )은 대한민국의 제6대 경기도의원이다.

## 학력
- 남원농업고등학교 졸업
- 한국방송통신대학교 졸업
- 고려대학교 식량개발대학원 수료
- 아주대학교 교육대학원 석사 졸업

## 경력
- 국가공무원 7급 합격
- 평택시 농업기술센터 근무
- 송탄농협 근무
- 경기도 하키 협회장
- (사)전국주산교육회 경기도 지부장
- 남평택로타리클럽 96~98 회장
- 국제로타리3750지구 02 ~ 03 총재 보좌역
- 비전초, 비전중, 평택여고 학교운영위원장
- 대한적십자사 비전봉사회장
- 2004.06 ~ 2006.06 제6대 경기도의회 의원
- 민주당 경기도당 교육특별위원회 위원장

## 역대 선거 결과
|  | 44.6% |

|  | 11.57% |

|  | 38.58% |